# Gahadavala

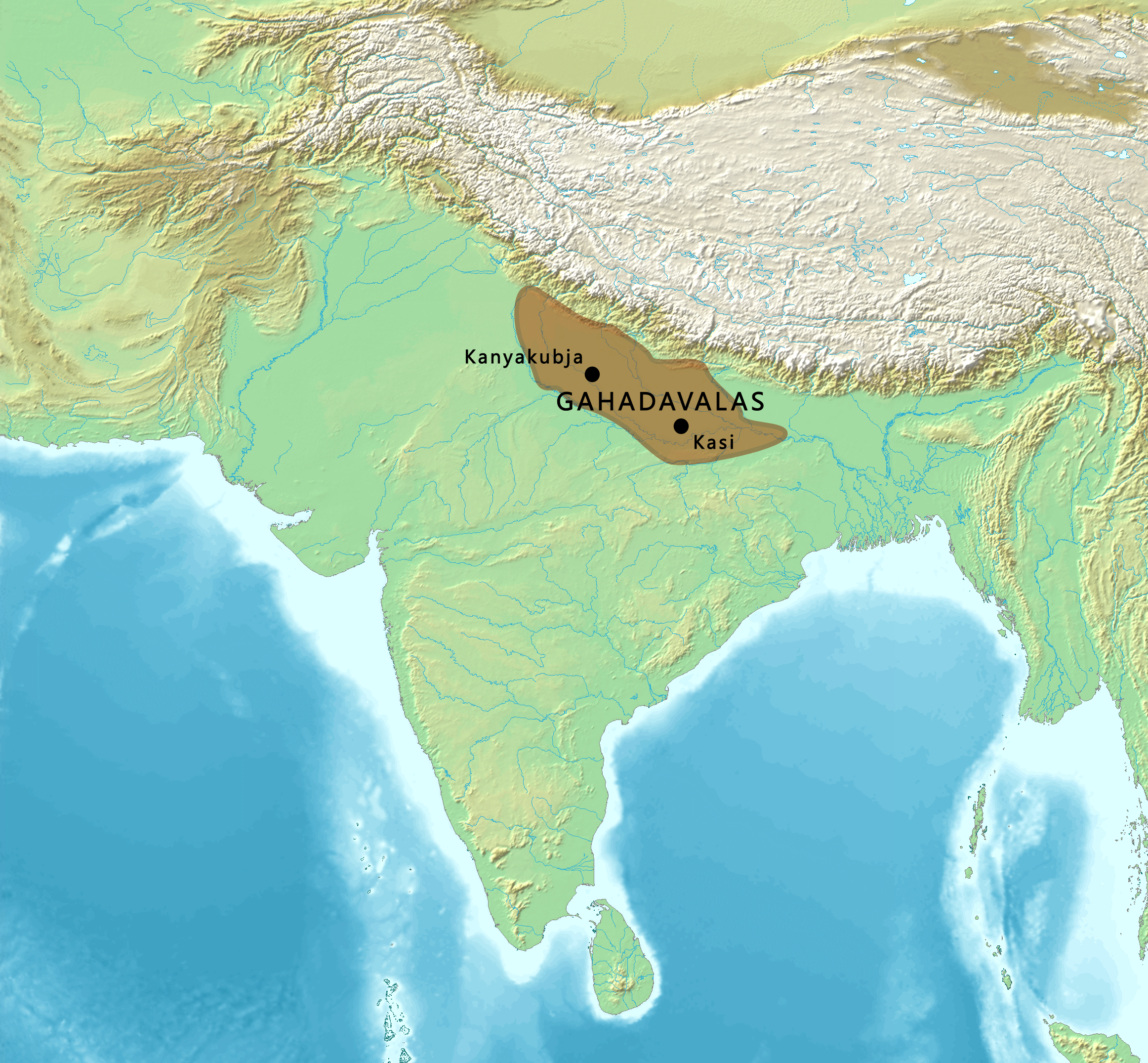
Reich der Gahadavalas

Die Gahadavala (auch: Gaharwar) waren eine nordindische Dynastie, die im 11. und 12. Jahrhundert eine bedeutende Rolle spielte. Ihr Zentrum war Benares bzw. die Region zwischen Benares und Ayodhya. Sie werden aber auch mit Kannauj (damals Kanyakubja) assoziiert.

## Geschichte

### Ursprung
Die Gahadavala waren mit einiger Wahrscheinlichkeit ein von Dschungel-Nomaden (und nicht von der Aristokratie der Guptazeit) abstammendes Geschlecht und traten wie ihre Nachbarn in das durch den Fall der Pratihara (ca.  1030) entstandene Machtvakuum. Das Wort Gahadavala wird als Korruption von Grahavara (bzw. Gaharwar), das heißt „Überwinder der Welt“ interpretiert, aber auch schlicht als „Kuhhirten“. Einige Gelehrte sehen in den Gahadavala aber auch einen Zweig der Rashtrakuta, unter anderem deswegen, weil sich ihre angeblichen Nachkommen aus dem 13. Jahrhundert diesen Namen zulegten (Rathor).

### Weitere Geschichte
Als erster von den Gahadavala wird der Abenteurer Chandradeva (reg. ca. 1089–1103) nach einem Sieg am Yamuna über einen namentlich ungenannten König (vermutlich Gopala von Gadhipura) mit königlichen Titeln belegt. Gegen 1100 sind umfangreiche Landschenkungen der Könige an die Brahmanen verzeichnet, die offenbar der kurzfristigen Stärkung der königlichen Macht dienen sollten.

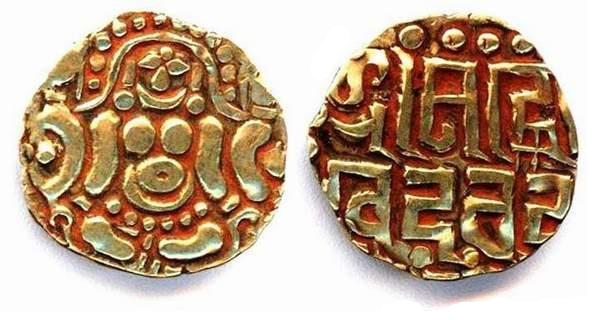
Münzprägung Govindchandras

Die Gahadavala hatten unter Madanapala (reg. ca. 1104–1113) und Govindachandra (reg. ca. 1114–1155) die Vorherrschaft unter den nordindischen Königreichen. Zu der Zeit waren sie die Oberherren der Tomara-Rajputen (im Raum Indraprastha) und der nördlichen Rashtrakuta (in Kannauj, 11.–13. Jh.) und saßen überall in Uttar Pradesh und zudem in Bihar (auf Kosten der Pala). Sie verteidigten das Ganges-Gebiet gegen die wiederholten Raubzüge der Muslime, wobei der König Madanapala  anscheinend vorübergehend in Gefangenschaft des Ghaznawiden-Anführers Masud III. (reg. 1099–1115) geriet.
Govindachandra unterhielt weitreichende diplomatische Beziehungen innerhalb Indiens (u. a. nach Kaschmir). Er (ein orthodoxer Hindu) war mit der buddhistischen Prinzessin Kumaradevi verheiratet. Sein Minister Laksmidhara ist für die Förderung der Literatur bekannt.
In der zweiten Hälfte des 12. Jahrhunderts wurde die Macht der Gahadavala insbesondere von den Chauhan-Rajputen angefochten, welche Delhi von den Tomara übernahmen  und die Verteidigung gegen die einfallenden Muslime organisierten. Als Ritterepos verewigt ist hier die Liebesgeschichte des Chauhan Prithviraj III. mit der Gahadavala-Prinzessin Sanyogita, Tochter des Königs Jayachandra/Jaichand, die er bei der Brautschau entführte, was um 1189 (d. h. am Vorabend der Muslim-Invasion von 1192) zum Krieg zwischen beiden Mächten führte und die Position der Hindus erheblich schwächte. Über die im Epos behauptete Kooperation Jaichands mit Muhammad von Ghur (reg. 1173–1206) schweigen jedoch die muslimischen Quellen.
Jaichand wurde 1194 von Muhammad von Ghur bei Chandwar in der Nähe von Agra besiegt und starb an einer Pfeilwunde oder ertrank kurz danach bei der Überquerung des Ganges. Sein etwa 19-jähriger Sohn scheint die Herrschaft in Kannauj und Jaunpur noch drei Jahre lang aufrechterhalten zu haben, dann fiel Nordindien an die Muslime. Das weitere Schicksal der Dynastie ist unklar. In der ersten Hälfte des 13. Jahrhunderts floh der letzte Gahadavala (ein Sohn, Enkel oder Großneffe Jaichands namens Sihaji) nach Rajasthan, wo er der Ahnherr eines neuen Clans, der Rathor von Marwar, geworden sein soll.

## Herrscherliste
- Yashovigraha (11. Jh., ohne Königstitel)
- Mahichandra (11. Jh., ohne Königstitel)
- Chandradeva (reg. ca. 1089–1100/3)
- Madanapala (reg. ca. 1100/4-1113)
- Govindachandra (reg. ca. 1114–1155)
- Vijayachandra (reg. ca. 1155–1169)
- Jaichandra (reg. ca. 1170–1194)
- Harishchandra (reg. ca. 1194–97)